# Zebina Šuma
Zebina Šuma – wieś w Bośni i Hercegowinie, w Federacji Bośni i Hercegowiny, w kantonie bośniacko-podrińskim, w gminie Foča-Ustikolina. W 2013 roku liczyła 257 mieszkańców, z czego większość stanowili Boszniacy.